# Lê Quang Uyển
Lê Quang Uyển (21 tháng 8 năm 1937 – 26 tháng 1 năm 2018) là chuyên viên và Thống đốc cuối cùng của Ngân hàng Quốc gia Việt Nam Cộng hòa.

## Tiểu sử
Lê Quang Uyển sinh ngày 21 tháng 8 năm 1937 tại Sài Gòn, Nam Kỳ, Liên bang Đông Dương. Ông tốt nghiệp Trường Thương mại Paris năm 1960, rồi trở về nước và vào làm một thời gian ngắn tại Ngân hàng Pháp Á, sau đó bị động viên vào quân đội và lên đến cấp bậc đại úy. Từ quân đội ông chuyển sang làm chuyên viên Phủ Tổng thống từ năm 1966 đến năm 1971. Trong cương vị này, ông đã tham gia nhiều chuyến đi của Tổng thống Nguyễn Văn Thiệu, trong đó có chuyên viếng thăm Manila. Nhờ có nhiều đóng góp tích cực trong ngành tài chính mà ông được bổ nhiệm làm Thống đốc Ngân hàng Quốc gia Việt Nam (cũng là nhiệm kỳ cuối cùng) từ năm 1971 đến năm 1975.
Lúc còn làm Thống đốc Ngân hàng, dư luận biết đến ông qua việc thanh tra vụ gian lận hồ sơ tín dụng của Tín Nghĩa Ngân hàng dưới quyền Tổng Giám đốc Nguyễn Tấn Đời và giữ gìn nguyên vẹn 16 tấn vàng tại kho bạc Ngân hàng Quốc gia Việt Nam.
Sau biến cố 30 tháng 4 năm 1975, ông bị chính quyền cộng sản đưa đi học tập cải tạo trong ba năm. Sau khi được trả tự do, ông cùng vợ dọn sang Pháp định cư một thời gian ngắn trước khi gia nhập ngân hàng Banque Indosuez vào năm 1981. Ông được gởi làm giám đốc chi nhánh Indosuez tại Ả Rập Saudi cho đến năm 1990. Ngoài ra, ông còn đứng đầu chi nhánh Banque Saudi Fransi, ngân hàng duy nhất của Pháp tại Ả Rập Saudi.  Sau năm 1990, ông được phái đi làm cho nhiều chi nhánh của ngân hàng Indosuez tại nhiều nước khác nhau.
Ông về hưu rồi qua Thái Lan định cư cho đến khi qua đời tại Chiang Mai vào ngày 26 tháng 1 năm 2018.

## Đời tư
Theo cuốn Who's who in Vietnam năm 1972 và 1974 cho biết ông là người đã kết hôn.